# Sumi-gaeshi
Sumi-gaeshi (隅返, rovesciata angolare con leva interna di coscia, letteralmente "contrattacco nell'angolo") è la tecnica numero 25 del Gokyo ed è la prima Nage waza del Quarto Kyu oltre a essere la terza tecnica del quarto gruppo del Nage no Kata. Classificabile come tecnica di sacrificio sul dorso (ma sutemi-waza), generalmente si effettua nel caso in cui i due judoisti siano in posizione difensiva (jigotai). Nelle odierne competizioni viene spesso usata come difesa nella lotta a terra, nel caso in cui l'avversario stia tentando di portare un attacco alla gola o un'altra katame-waza (tecnica di controllo).

## L'esecuzione
La situazione ideale è rappresentata da uno squilibrio in avanti a seguito di una spinta con la mano destra di un Uke posizionato in jijotai. La fase di impostazione della tecnica ricorda molto quella del Tomoe-nage. Tori squilibra avanti a destra l'avversario piazzando il piede sinistro all'interno di quelli di Uke. Successivamente, scivolando sul dorso, colui che attacca pone il collo del piede e la tibia (differentemente dal Tomoe-nage) sotto la coscia sinistra dell'avversario. Altra differenza col Tomoe-nage è la fase di proiezione. La gamba destra spinge verso l'alto e indietro quella di Uke mentre con le braccia si tira nella stessa direzione. La caduta di Uke deve avvenire passando al di sopra della spalla sinistra dell'avversario.

## Successioni e contraccolpi
Come tutte le tecniche di sacrificio, è molto difficile portare a termine una successione dopo aver fallito il primo attacco. L'unico attacco successivo che può venir apportato è il Tomoe-nage, cambiando la posizione del piede destro dalla gamba di Uke al suo addome. I possibili contraccolpi sono le due agganciate: O-uchi-gari e Ko-uchi-gari.